# Пузриш-Даган

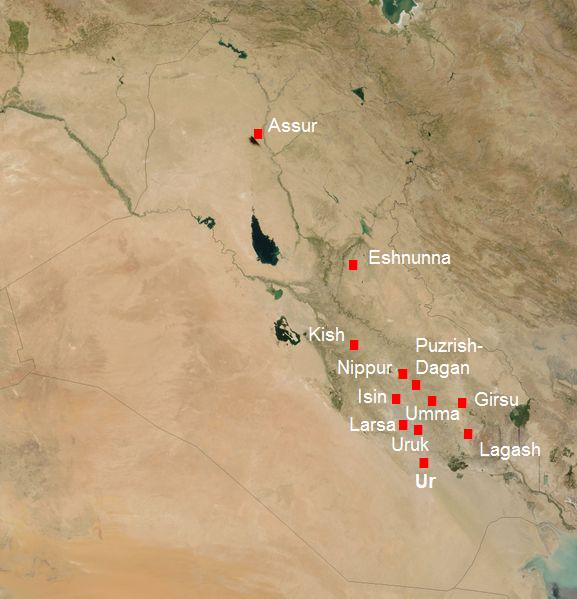
Древнее Междуречье

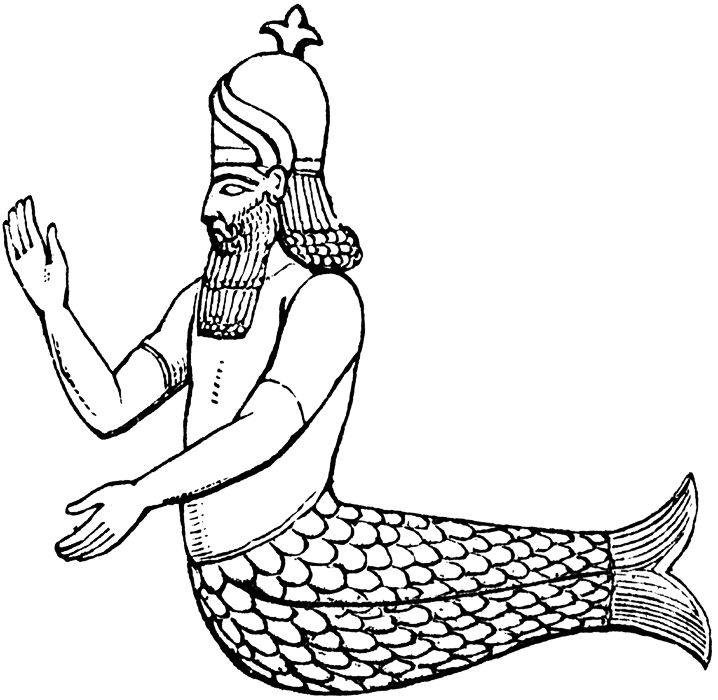
Бог Даган

Пузриш-Даган (совр. Дрехем) — шумерский город в Месопотамии. Располагался примерно в 10 км (по другим данным — в 30 км) к югу от Ниппура, религиозного центра шумеров, и служил для него чем-то вроде пункта сбора скота. Город был построен в конце второго тысячелетия до н. э. царем Ура по имени Шульги и назван в честь бога Дагана (немесопотамского происхождения) Аккадское название города Пузриш-Даган можно перевести как «Под защитой Дагана».

## Раскопки
На территории города к настоящему времени найдено около 100 000 глиняных табличек эпохи III династии Ура, содержащих хозяйственные отчеты, приказы, соглашения о торговых сделках и документы об отправке животных.